# Église Santa Maria degli Angeli alle Croci
L'église Santa Maria degli Angeli alle Croci (Sainte-Marie-des-Anges-aux-Croix) est une église baroque de Naples (Italie). Elle est sise via Veterinaria, près du jardin botanique. Elle dépend de l'archidiocèse de Naples. Elle ne doit pas être confondue avec la basilique Santa Maria degli Angeli a Pizzofalcone.

## Histoire
L'église doit son nom à la Via Crucis. Elle est construite en 1581 avec le couvent franciscain attenant. Après une réforme de l'ordre, le couvent est transformé en collège et l'ensemble est reconstruit en 1638 par Cosimo Fanzago qui redécore aussi l'intérieur.
Depuis 1815, l'ancien couvent abrite la faculté de médecine vétérinaire de l'université de Naples.

## Description

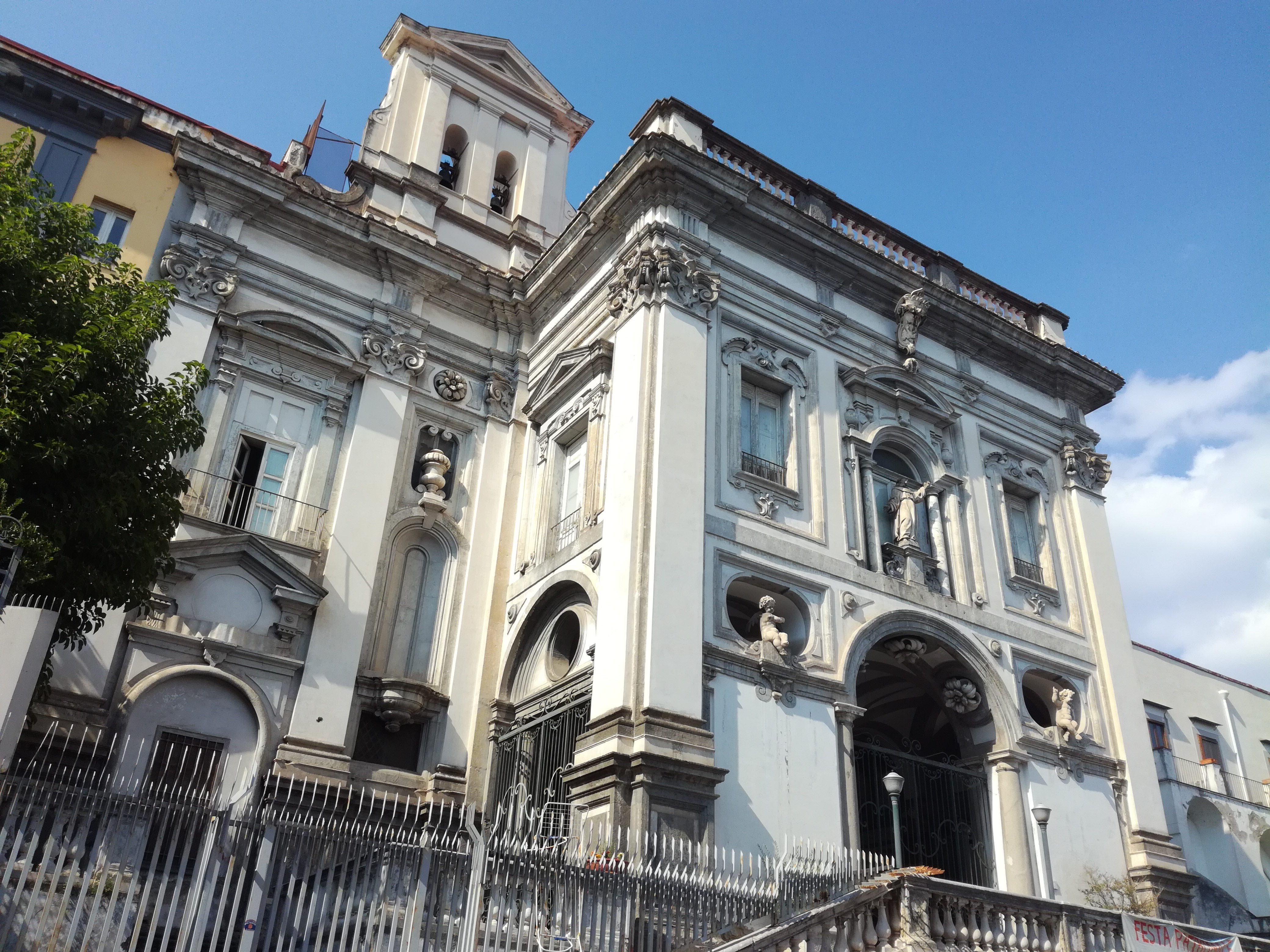
Intérieur de l'église.

L'intérieur de l'église est constitué d'une nef centrale avec des chapelles latérales dans l'esprit caractéristique de la Réforme tridentine. La façade est recouverte de marbres gris et blancs et ornée de deux sculptures d'anges de la main de Fanzago et d'une statue de saint François au-dessus du portail, sans doute œuvre d'un frère franciscain.
L'église a été restaurée après le tremblement de terre de 1980.